# Trinidad (Bohol)
Trinidad (Cebuano: Lungsod sa Trinidad; Tagalog: Bayan ng Trinidad) è una municipalità di quarta classe delle Filippine, situata nella Provincia di Bohol, nella Regione del Visayas Centrale. Sono stati contati 31 956 abitanti nel censimento del 2015.
Il comune trae il proprio nome da Trinidad Roxas, moglie del primo Presidente della Repubblica delle Filippine, Manuel Roxas. La zona è famosa inoltre per le cascate di Kawasan e le grotte di Batunga.
Trinidad è formata da 20 barangay:
- Banlasan
- Bongbong
- Catoogan
- Guinobatan
- Hinlayagan Ilaud
- Hinlayagan Ilaya
- Kauswagan
- Kinan-oan
- La Union
- La Victoria

- Mabuhay Cabigohan
- Mahagbu
- Manuel M. Roxas
- Poblacion
- San Isidro
- San Vicente
- Santo Tomas
- Soom
- Tagum Norte
- Tagum Sur